# レムリアン・サーガ
『レムリアン・サーガ』は、アメリカの作家リン・カーターの代表作。架空の大陸レムリアを舞台としたヒロイックファンタジー。日本語版はハヤカワ文庫から全6巻が出版されている。

## あらすじ

### ゾンガーと魔道師の王
レムリア大陸の北方生まれの蛮族ゾンガーはトゥルディス国の傭兵をしていたが賭け事を巡る争いから貴族の公子を殺してしまい秘密兵器である飛行艇を奪い逃走する。途中、魔術師シャライシャと出会い世界を破滅させようとしている悪竜達が復活しようとしていると聞かされ、悪竜を滅ぼせる霊剣を作るためにシャライシャと共に冒険に出る。
剣の材料となる「星の石」があるツァルゴルでは石を手に入れたものの囚われの身となり、前王の血を引くカルム・ガルブスと共に闘技場で怪物と戦わせられるがシャライシャの助けにより闘技場から脱出。星の石を剣に鍛えるために焔の神ヤマトを崇める黄色いドルイド僧が治めるパタンガに入る。そこで剣はシャライシャによって鍛えられたもののゾンガーとシャライシャはドルイド僧に捕えられてしまう。そこでゾンガーはドルイド僧ヴァスプス・プトルに結婚を迫られているパタンガの最後の王族スミア姫と出会う。三人は処刑の寸前にカルム・ガルブスの操る飛行艇に助けられ、霊剣を完成させる。
悪竜達の住処に赴く途中でゾンガーが空の怪物に襲われ、シャライシャ、カルム・ガルブス、スミアはゾンガーを欠いたまま悪竜の王スススアーアとの決戦を余儀なくされてしまう。

### ゾンガーと竜の都
悪竜の王スススアーアを倒したゾンガー、カルム・ガルブス、スミアはシャライシャと別れ旅を続けていた。雷に打たれ浮遊力を失った飛行艇を降り、ジャングルに食料を探しに行ったゾンガーはコヴィアの獣人族に襲われ、気を失ってしまう。一方、一向に帰ってこないゾンガーを探すカルム・ガルブスとスミアも獣人族に捕えられてしまう。
機を取り直し捕えられているスミアを見つけたゾンガーは彼女を助けようとするがカルム・ガルブスがゾンガーを獣人族と間違え頭を殴って気絶させ、三人とも囚われの身となってしまう。火刑寸前にトゥルディス軍が獣人族を攻め立て三人は助かるが今度はトゥルディス軍の捕虜となってしまう。
カルム・ガルブスとスミアは王族ということで一応の扱いを受けるが、ゾンガーはトゥルディスから奪った飛行艇のありかを言わないために拷問官破壊者タラバの手に委ねられてしまうが、アルド・トゥルミスの助けにより脱出し、隠してあった飛行艇でトゥルディスから離れるが、失われた都オンムに引き寄せられてしまう。
世界征服の野望に燃えるトゥルディス王パル・トゥリド率いるトゥルディス軍とアルザンク・ポメのシェムビス軍はパタンガに侵攻し戦争が引き起こされるが、飛行艇で駆け付けたゾンガーがオンムを支配する吸血鬼クォトゥンから奪った発明品で決着をつける。戦いの後スミアはゾンガーに求婚し、ゾンガーは受け入れる。ゾンガーはトゥルディス王を同国の老将バランド・トンに、シェムビス王をアルド・トゥルミスに任じ両者は自らの上にゾンガーが立つことを条件に応じた

### 邪神と戦うゾンガー
ツァルゴルの都で赤い大司教イエリム・ペロルヴィスとゾンガーに国を追われた者たちが、ゾンガーの妻子を誘拐し脅迫する計画を立てた。実行者である盗賊王ザンダル・ザンはスミアの誘拐には成功するが息子のタルトの誘拐に失敗して飛行艇を奪い逃走。スミア誘拐を目撃したゾンガーはこれを追跡する。
カルム・ガルブスはシャライシャに助けを求め、敵がツァルゴルであることを知る。
スミアはツァルゴルに向かう飛行艇から落下するが一命を取り留め、青い肌をしたイェガ族の巨人シャンゴトに救われる。ゾンガーも飛行艇が岩壁に叩きつけられるが命を拾い、シャンゴトの父ジョムダトを助ける。
カルム・ガルブスからの報告で敵がツァルゴルであることを知ったパタンガ、トゥルディス、シェムビス三国は軍を出しツァルゴルに侵攻する。
スミアとシャンゴトはジャングルを移動しているうちにザールの七人魔導士の一人アダマンクスに捕えられてしまう。ゾンガーとジョムダトもジョムダトを一族から追放したシャーマン僧テングリに捕えられてしまうが偶然上空を通ったザンダル・ザンの飛行艇からぶら下がっていたロープにつかまり脱出する。そのまま飛行艇に乗り移ったゾンガーはシャライシャからスミアの危機を伝えられ救出に向かい、首尾よくスミアとシャンゴトを救出する。三人はそのままツァルゴルに向かい戦争の趨勢を決めツァルゴルは陥落した。
ゾンガーはツァルゴル王に王の血を引くカルム・ガルブスを任じ、カルム・ガルブスも自らの上にゾンガーが立つことでこれを受けた。

### ゾンガーと魔道師の都
ゾンガーは雷撃を放つ力の石シトゥールを採りにイェガ族の土地に向かうが、そこでザールの手先ゾダク族に捕まってしまう。イブの都に連れられ何とか脱出するものの今度は地下の怪物ズドの餌食になりかけてしまう。
ゾンガーをさらったゾダク族はジョムダトのイェガ族に滅ぼされるがジョムダトはゾンガーを見つけることはできなかった。
ズドから逃れたゾンガーはザールの七人魔導士の一人マルダナクスの手に落ちザールに連行されるが、それを見ていたシャンゴトは二人を追いザールに向かう。ゾンガーはザールで魂を邪神たちに捧げられることになるが、シャンゴトは七人魔導士の一人ヴァルの奴隷になりすまして救出の機会をうかがう。ゾンガーの魂を邪神に捧げる術の途中でシャンゴトは術を行っていたヴァルを殺しゾンガーを解放する。
ゾンガーとシャンゴトがザールの魔導士たちと戦っている最中、シトゥールを研磨し雷光箭を装備したパタンガの飛行艇軍がザールに襲来し爆撃を開始する。空爆により海からの高波を防ぐ防波堤を失ったザールは海中に没し滅亡した。

### 時の果てに立つゾンガー
ザールの七人魔導士の筆頭マルダナクスは滅亡するザールから一人逃れてパタンガに入り込んだ。ゾンガーはそのマルダナクスの魔法により衆人環視の中で命を失い、影の国に足を踏み入れる。
マルダナクスとその支援者でパタンガの貴族ダレンドゥス・ヴールは麻薬と魔法でスミアの意識を奪い国政をのっとる。
ゾンガーに忠誠を誓うチャルン・トゥヴィスはゾンガーの息子タル王子を城から救出するものの二人は海賊の手に落ちてしまう。チャルン・トゥビスは海賊船シミター号の船長・赤髭のバリムの命を救ったことから友情を結ぶ。
王子が死んだと思っているマルダナクスとダレンドゥス・ヴールは権力を万全のものとするためにダレンドゥス・ヴールとスミアの結婚を計画する。
ゾンガーは影の国を旅し神々と対面し、自分がまだ完全に死んでいないことを悟る。
飛行艇に乗りチャルン・トゥヴィスとタル王子の行方を捜していたシャンゴトとイオトンドゥスは二人が海賊船に拾われたこと、海賊船が本拠地タラクスに戻ったことを知るとタラクスを急襲し二人を救出するとパタンガに戻る。
ダレンドゥス・ヴールとスミアの結婚式が行われようとしているその時シャンゴト、イオトンドゥス、チャルン・トゥヴィス・タル王子はパタンガに帰還し、式を妨害する。すべての計画が台無しになったマルダナクスはスミアを人質にパタンガから脱出しようと企てるが、影の国から戻り復活したゾンガーの手で殺される。

### 海賊と戦うゾンガー
タラクスの海賊王カシュタルがカルム・ガルブスを捕えた。
赤髭のバリムはパタンガを訪れカシュタルの参謀である魔術師ベルジャトラがニアンガ人の遺跡から発掘した「灰色の死」についてゾンガーたちに話す。ゾンガーはチャルン・トゥビスと共にシミター号に乗り込みタラクスを目指すが海竜に襲われ海に落ちてしまう。
タラクスにとらわれているカルム・ガルブスはベルジャトラをたきつけ脱走するしカルドナの姫イイアンと出会う。タラクスの大まかな地図を作っていたイイアンはカルム・ガルブスと共にタラクスから脱出する。
カルム・ガルブスを失ったカシュタルはパタンガ急襲を決意し準備に取り掛かり船団を組み、シミター号は最後尾になる。
カルム・ガルブスとイイアンは生還したゾンガーと偶然出会い、目ざとく見つけた赤髭のバリムによりシミター号に助けられた。
ベルジャトラはパタンガに攻め入るためにニアンガ人の霧を発生させる装置を使うが、シミター号はこれに乗じてカシュタルの旗艦・赤い狼号に奇襲をかける。

## 登場人物
ゾンガー （Thongor）
明日の命より今日の食事を優先し、剣があればどんな危難も打破できると考えているヒロイックファンタジーの典型的な主人公。北方の蛮族の出身で部族同士の争いにより一族を失い海賊や盗賊家業をしていた。盗賊時代にアルド・トゥルミスに誘われトゥルディスの傭兵となる。
シャライシャ
レムリア大陸最高の魔術師。かつてザールの魔術師だったがザールに愛想をつかしモンムル山中に隠遁。
スススアーア
悪竜の王。かつて起こった千年戦争を生き延び復讐の時を窺っていた。
イオトンドゥス
若いが優秀な科学者。力の石シトゥールを研磨し光線銃のような雷光箭を飛行艇に装備したり飛行艇を改良したりした。

## アイテム
- ネメディスの剣

かつての千年戦争で悪竜達を滅ぼした霊剣。戦いの最後で砕け散った。
- 星の剣

魔導書に残されていたネメディスの剣の製法を基にシャライシャが作り上げた霊剣。刀身から雷光を放ち悪竜達を滅ぼした。その威力のすさまじさからシャライシャによって封印されたが、ゾンガーかその子孫が再び剣を取りに来るだろうと予言されている。
- 黄金の腕輪

スススアーアを倒した後、シャライシャがゾンガーに送った腕輪。はめ込まれている宝石を操作することで姿を消すことができる。
- 飛行艇

錬金術師オーリム・ポンが創り出した魔法の金属ウルリウムで作られている。トゥルディス王パル・トゥリドの野望のために作られた原型をゾンガーが奪った。その後も改良が重ねられた。

## 出版
1. 『ゾンガーと魔道師の王』（Thongor and the Wizard of Lemuria(1965)、多田雄二訳、ハヤカワ文庫SF） 1973年
2. 『ゾンガーと竜の都』（Thongor and the Dragon City(1966)、多田雄二訳、ハヤカワ文庫SF） 1973年
3. 『邪神と戦うゾンガー』（Thongor Against the Gods(1967)、多田雄二訳、ハヤカワ文庫SF） 1974年
4. 『ゾンガーと魔道師の都』（Thongor in the City of Magicians(1968)、関口幸男訳、ハヤカワ文庫SF） 1977年
5. 『時の果てに立つゾンガー』（Thongor at the End of Time(1968)、関口幸男訳、ハヤカワ文庫SF） 1978年
6. 『海賊と戦うゾンガー』（Thongor fights the Pirates of Tarakus(1970)、関口幸男訳、ハヤカワ文庫SF） 1978年